# Quatre Sants de Cartagena
Els Quatre Sants de Cartagena és el nom que reben els quatre germans (per ordre de naixement): Leandre, Fulgenci, Florentina i Isidor, nascuts a Cartagena i venerats com a sants per les esglésies catòlica i ortodoxa.
És segur que els tres primers van néixer, fills del noble visigot Severià i de Túrtura, a Carthago Nova entre el 534 i el 550; llavors la família es va traslladar a Hispalis (Sevilla), ja que donaven suport al rei Àquila I, enfrontat a Atanagild, aliat dels romans d'Orient que van envair Hispània i van ocupar Cartagena. Potser Isidor ja va néixer a Hispalis.
Isidor i Leandre van ser bisbes de Sevilla; Fulgenci, bisbe d'Écija, i Florentina, monja i fundadora de monestirs.

## Veneració

Talles dels Quatre Sants, per Francisco Salzillo, 1755 (Església de Santa Maria de Gracia de Cartagena)
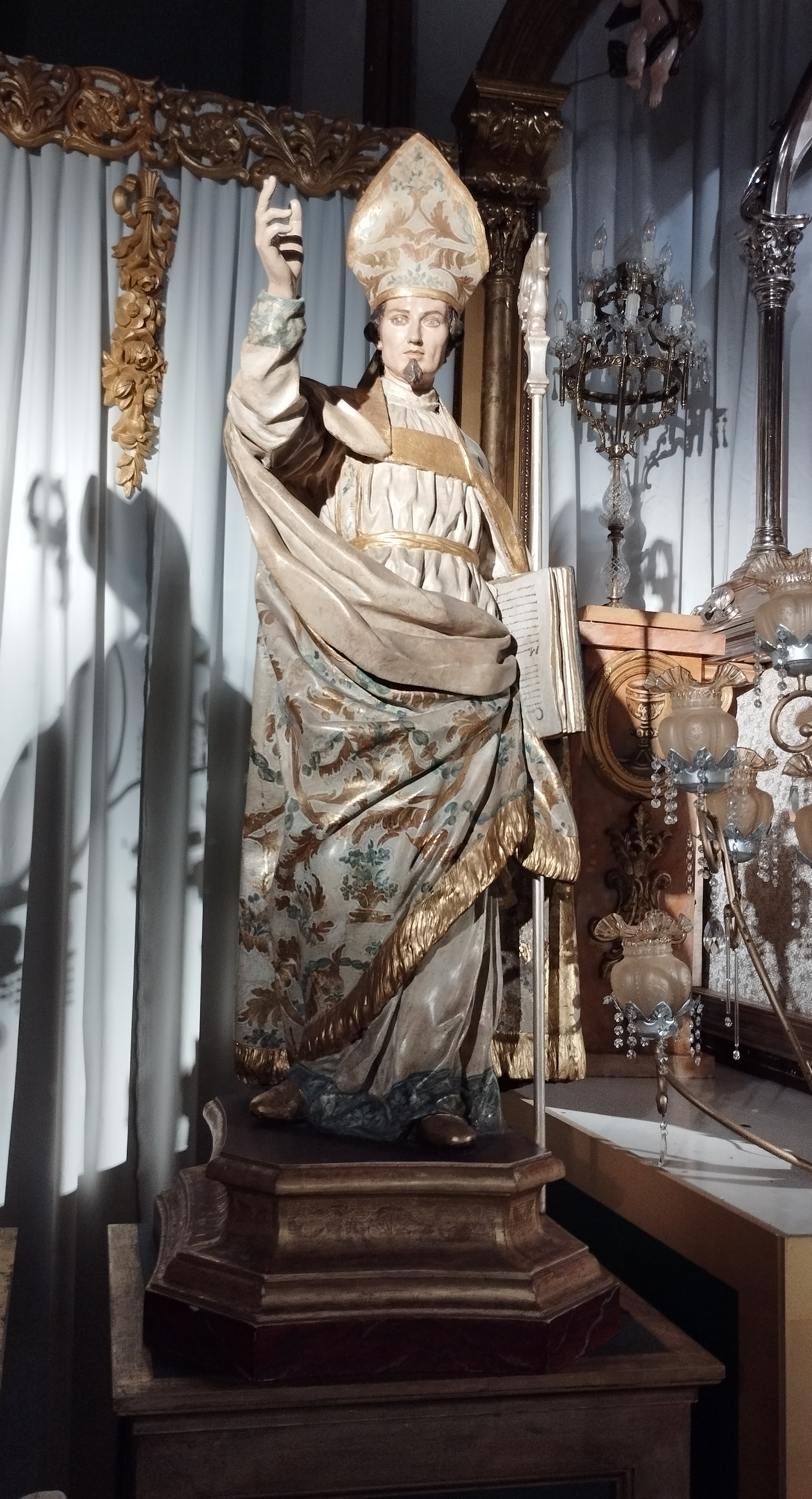
Fulgenci
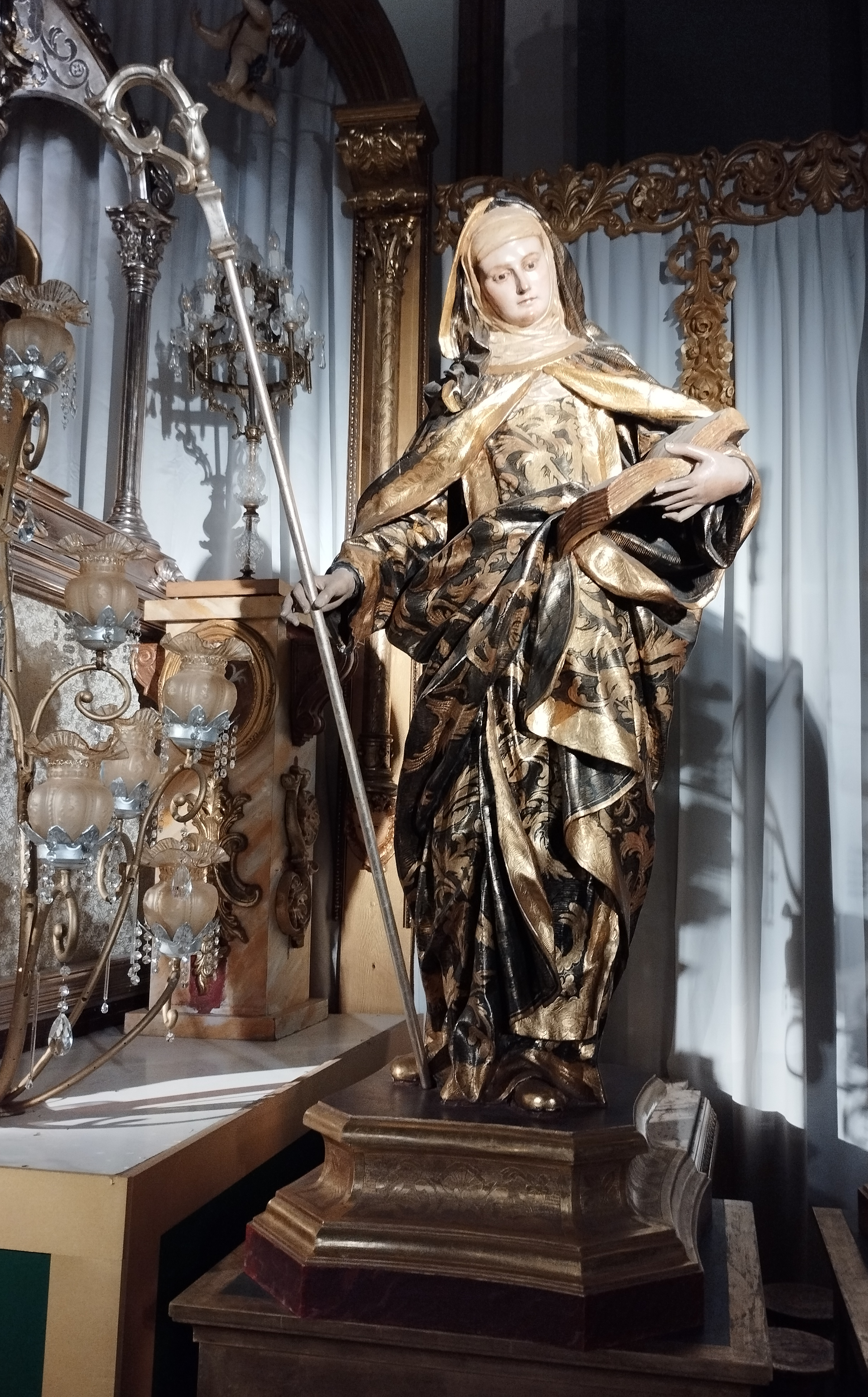
Florentina
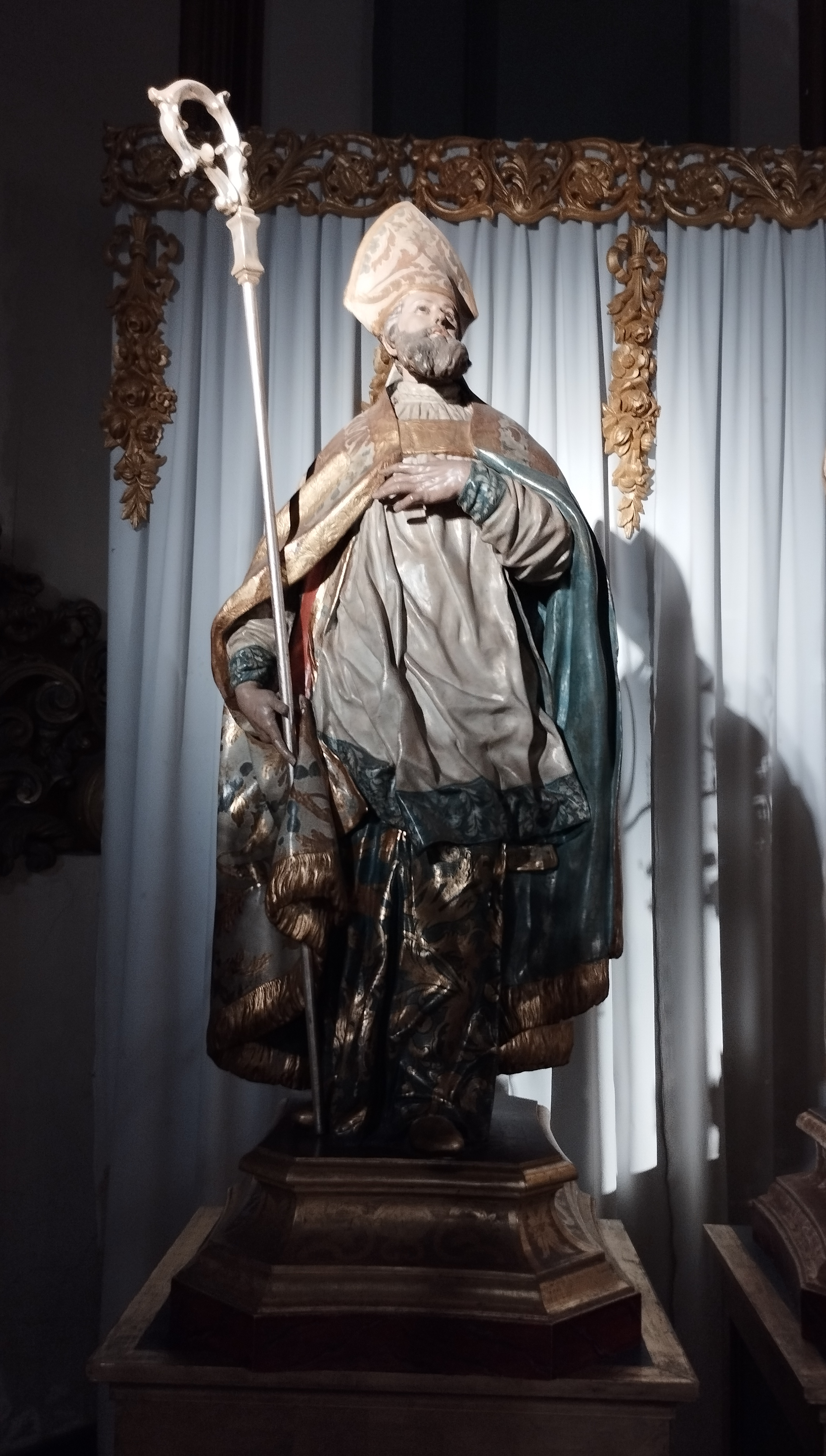
Leandre
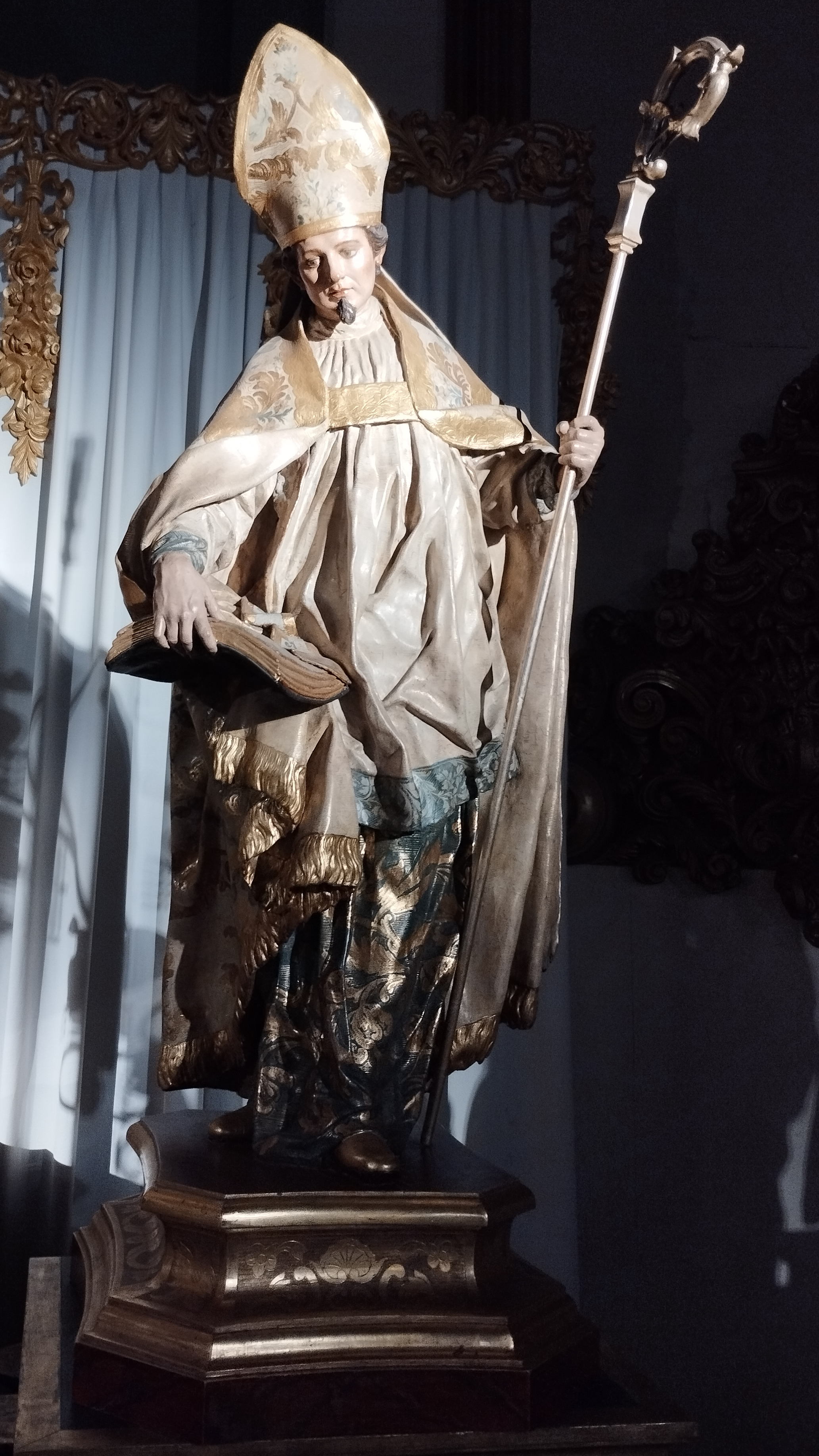
Isidor

Els quatre sants són venerats a la diòcesi de Cartagena, de la qual són sants patrons. A Cartagena es fundà, el 1779 la Hermandad de los Cuatro Santos, que va fer posar estàtues dels quatre germans en fornícules a un dels carrers de la ciutat, mantenint-les il·luminades.